# Stanley n.º 215
Stanley n.º 215 es un municipio rural canadiense situado en la provincia de Saskatchewan.

## Superficie
Stanley n.º 215 tiene una superficie de 824,95 km².

## Demografía
En 2021, tenía 508 habitantes, una densidad poblacional de 0,6 hab./km², y 225 viviendas.